# François Fénelon

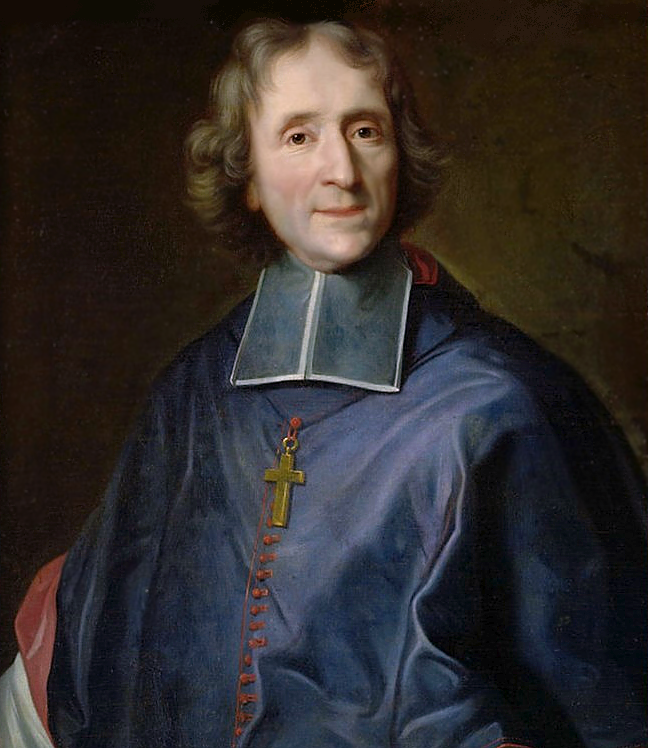
François Fénelon

François de Salignac de La Mothe-Fénelon (* 6. August 1651 auf Schloss Fénelon im Périgord; † 7. Januar 1715 in Cambrai) war ein französischer Erzbischof, Theologe, Philosoph, Pädagoge und Staatsethiker.

## Leben und Schaffen
Fénelon entstammte einer alten Adelsfamilie des Périgord (genau des Quercy im Grenzgebiet zum Périgord an der Dordogne). In der sehr katholischen Familie, die schon mehrere Bischöfe hervorgebracht hatte, und wo bereits ein Bruder und eine Schwester die geistliche Laufbahn eingeschlagen hatten, lag es für das zweitjüngste von 14 Kindern zweier Ehen nahe, ebenfalls die kirchliche Laufbahn zu wählen, nach dem frühen Tod seines Vaters von seinen Onkeln entsprechend gefördert. Über seine frühen Studien ist nichts Sicheres bekannt. Die Annahme seiner ersten Biographen, dass er zunächst in Cahors, und später in Paris bei den Jesuiten zur Schule gegangen ist und Theologie studiert hat, ist nicht belegt. Gesichert ist nur sein Studium am Pariser Kolleg von Plessis. Zu dem von den Sulpizianern geleiteten und zuvor von Jean Jacques Olier gegründeten Pariser Priesterseminar St-Sulpice hatte er enge Beziehungen und er hat dort seine Priesterlaufbahn begonnen.
Auf Empfehlung seiner Förderer im Klerus und im Adel, die auf seine beeindruckenden Predigten verweisen konnten, wurde Fénelon 1679 zum Superior des Hauses der Nouvelles Catholiques ernannt, einer Pariser Erziehungseinrichtung, in der junge Mädchen aus angesehenen hugenottischen Familien zum Katholizismus geführt werden sollten. Seine Rolle in dieser mit Gewissenszwang arbeitenden Einrichtung ist umstritten. Soweit man heute weiß, beschränkten sich seine Aufgaben darauf, die Abschwörung der Insassinnen vom Calvinismus entgegenzunehmen, von Zeit zu Zeit die Predigt zu halten und allgemeine Verwaltungsaufgaben wahrzunehmen. Er selbst war gegen jede Art der Zwangsmissionierung, die nur in Heuchelei führe, hatte aber wenig Einfluss auf die alltägliche Führung des Hauses.
1683 war der junge Priester regelmäßig Gast bei den Treffen des hochrangigen Freundeskreis von Jacques Bénigne Bossuet, des Bischofs von Meaux, im bischöflichen Landschloss in Germigny. Auf Wunsch des Ehepaares de Beauvillier, das er geistlich begleitete, schrieb er eine pädagogische Anleitung für die Erziehung der Töchter des Paares, die er 1686 zu seinem Buch De l’éducation des filles („Über die Mädchenerziehung“, publiziert 1687) ausarbeitete. 1685/86 und erneut 1687, nach der Aufhebung des 1598 von Heinrich IV. erlassenen Edikts von Nantes, das den französischen Protestanten u. a. die freie Ausübung ihrer Religion garantierte, leitete er Missionskampagnen in der Saintogne und im Aunis, den damals calvinistischen Regionen Südwestfrankreichs, die aber nur mäßig erfolgreich waren. Zwar hatte er selbst jegliche Zwangsmissionierung für seine Kampagnen ausgeschlossen und durch Zugeständnisse an die religiösen Gewohnheiten der Hugenotten ein freundliches Klima zu schaffen versucht, aber der Groll der Einwohner der Gegend, die harte Straf- und Zwangsmaßnahmen erlebt hatten, saß tief. Seine gewinnende Persönlichkeit und seine Überzeugungskraft hatten zumindest eine erste Grundlage geschaffen für die Weiterarbeit der dann dauerhaft in der Gegend tätigen Orden und Priester. Auf seine Aufgaben als Priester hatte Fénelon sich unter anderem mit seiner 1679 verfassten Schrift Dialogues sur l’éloquence („Dialoge über die Redekunst“) vorbereitet, die eine Selbstreflexion über gutes und vor allem überzeugendes Predigen war, aber unveröffentlicht blieb.
Im Winter 1687/88 hat Fénelon auf Anregung Bossuets die erst nach seinem Tod veröffentlichte philosophisch-theologische Schrift Traité de l’existence de Dieu et de la réfutation du système de Malebranche sur la nature et sur la Grâce („Traktat über die Existenz Gottes zwecks Widerlegung von Malebranches System der Natur und der Gnade“) verfasst, die sich kritisch mit der Philosophie Malebranches auseinandersetzt. Parallel dazu begann er seine Schrift Démonstration de l'existence de Dieu („Demonstration der Existenz Gottes“), die sich apologetisch gegen den aufkommenden Atheismus richtete. Das Werk wurde erst 1713 vollendet. Ein populärer, an ein breites Publikum gerichteter erster Teil erschien 1713, vollständig wurde das Werk mit dem zweiten metaphysischen Teil erst posthum 1718 herausgegeben. Es hat keine breite Wirksamkeit entfalten können, zog aber die Angriffe des erstarkenden Atheismus auf sich. Der katholische Priester Jean Meslier, der insgeheim an einem atheistischen Werk arbeitete, hat sein Exemplar der Démonstration mit kritischen Randbemerkungen versehen, die später als Schrift herausgegeben wurden.
Fénelon hatte in diesen Jahren Zugang zu einem tief religiösen Kreis bei Hof gefunden, insbesondere zu der einflussreichen Colbert-Familie. 1689 wurde er über diesen Kreis auch mit Madame de Maintenon persönlich bekannt, der morganatisch angetrauten zweiten Gattin von Ludwig XIV. Diese verkehrte zu jener Zeit noch mit der mystisch-frommen Madame de Guyon und sympathisierte mit dem von ihr propagierten Gebetsweg, der bald unter den Verdacht geriet, „Quietismus“ zu sein, in dem viele Franzosen einen Weg zu einer vertieften Religiosität suchten. Auch Fénelon war von Madame Guyon tief beeindruckt, als er sie im Winter 1688 bei einem Treffen religiöser Damen auf Schloss Beynes kennenlernte. Durch sie wurde er in die christliche Mystik eingeführt und erhielt den Anstoß zur Ausarbeitung seiner eigenen mystischen Theologie der Reinen Liebe, des „amour pur“.
Im Sommer 1689 wurde er auf Vorschlag des Duc de Beauviller aus der Colbert-Familie, dessen geistlicher Berater er bereits länger war, von Ludwig XIV. zum Hauslehrer seines siebenjährigen Enkels und eventuellen Thronfolgers, des Duc de Bourgogne, berufen. Dies verschaffte ihm eine einflussreiche Position am Hof und war sicherlich ausschlaggebend für seine Aufnahme in die Académie française (1693) sowie für seine Ernennung zum Erzbischof von Cambrai (1695). Die Berufung auf den Bischofsstuhl in einer weit entfernten Diözese wurde allerdings von seinem Freundeskreis als eine Art Exil angesehen, denn inzwischen war er durch seine Freundschaft zu Madame de Guyon in den Verdacht geraten, dem „Quietismus“ anzuhängen. Bossuet und Madame de Maintenon hatten sich im Streit um den Quietismus, der inzwischen als schwere Ketzerei verfolgt wurde, von ihm abgewandt. Der einflussreiche
erzbischöfliche Stuhl von Paris, wäre für ihn ansonsten möglicherweise greifbar gewesen, da das Ableben des schwer erkrankten Amtsinhabers jederzeit erwartet wurde.
Für seinen fürstlichen Schüler schrieb Fénelon (wie schon so häufig Fürstenerzieher vor ihm, beispielsweise auch Bossuet) mehrere unterhaltende und zugleich belehrende Werke: zunächst eine Sammlung von Fabeln, dann für den älteren Schüler die Dialogues de morts („Totengespräche“), vor allem aber den ab 1692 verfassten Abenteuer-, Reise- und Bildungsroman Les Aventures de Télémaque (Deutsch in erster Übersetzung von August Bohse alias Talander unter dem Titel Staats-Roman, welcher unter der denckwürdigen Lebens-Beschreibung Telemachi Königl. Printzens aus Ithaca, und Sohns des Ulyssis vorstellet, wie die Königl. und Fürstlichen Printzen vermittelst eines anmuthigen Weges zur Staats-Kunst und Sitten-Lehre anzuführen durch| Franciscum de Salinac de la Mothe-Fenelon Ertz-Bischoffen zu Cambray Breslau: Chr. Bauch, 1700).
In diesem pseudo-historischen und zugleich utopischen Roman führt der Autor den jungen Odysseus-Sohn Telemachos und dessen Lehrer Mentor (in dem sich Minerva, die Göttin der Weisheit, verbirgt und der sichtlich Sprachrohr Fénelons ist) durch diverse antike Staaten, die meist durch Schuld ihrer von Schmeichlern und falschen Ratgebern umgebenen Herrscher ähnliche Probleme haben wie das ständig Kriege führende und dadurch verarmende Frankreich der 1690er Jahre. Er zeigt aber am fiktiven Stadtstaat Salent, wie sich diese Probleme dank der Ratschläge Mentors lösen ließen durch friedlichen Ausgleich mit den Nachbarn und durch Reformen, insbesondere die Förderung der Landwirtschaft und die Zurückdrängung der Luxusgüterproduktion.
Der Télémaque, der ab 1698 in Abschriften am Hof zirkulierte, wurde sofort interpretiert als kaum verschlüsselte Kritik am autoritären Regierungsstil Ludwigs XIV. und an seiner aggressiven, kriegerischen Außenpolitik und seiner exportorientierten merkantilistischen Wirtschaftslenkung, die die Produktion und den Export von Luxusgütern unterstützte und die Ressourcen des Landes in Kriegen und in ausuferndem höfischen Prunk und Prachtbauten verschwendete.
Der König sah es mit Groll, denn auch er interpretierte die Schrift Fénelons als herbe Kritik an seiner Regierung. Fénelons war da aber bereits in Ungnade gefallen und hatte den Hof verlassen müssen. 1697 musste er sich auf Befehl des Königs in seine Diözese Cambrai zurückziehen. Jeder Kontakt zu seinem prinzlichen Schüler wurde ihm verboten. Sein mit ihm rivalisierender Gegner bei Hof, sein einstiger Förderer Bossuet, hatte im Streit um die Schriften der Madame Guyon und um seine eigene Schrift zu ihrer Verteidigung, den Sieg davongetragen. Seit 1694 hatte er Fénelon Quietismus vorgeworfen und schließlich die Verurteilung seiner Erläuterung der Maximen der Heiligen (Explication des maximes des saints) von 1697 zu erreichen versucht. Der Text erläutert Fénelons Theologie der Reinen Liebe, des „amour pur“ und grenzt sie klar vom Quietismus ab. Mit Hilfe des Königs, der stets eine Kirchenspaltung fürchtete und daher Druck auf den Papst ausübte, erreichte Bossuet schließlich 1699, dass 23 Sätze der Maximen verurteilt wurden, allerdings nur wegen ihrer Missverständlichkeit und dazu in der milden Form eines Breve. Fénelons Theologie der Reinen Liebe selbst ist nie kirchlich verurteilt wurden. Madame Guyon, die Fénelon stets zu schützen versuchte, wurde wegen des Quietismusvorwurfs im Dezember 1695 verhaftet und 1698 sogar in die Bastille überstellt. Erst 1703 kam sie wieder frei.

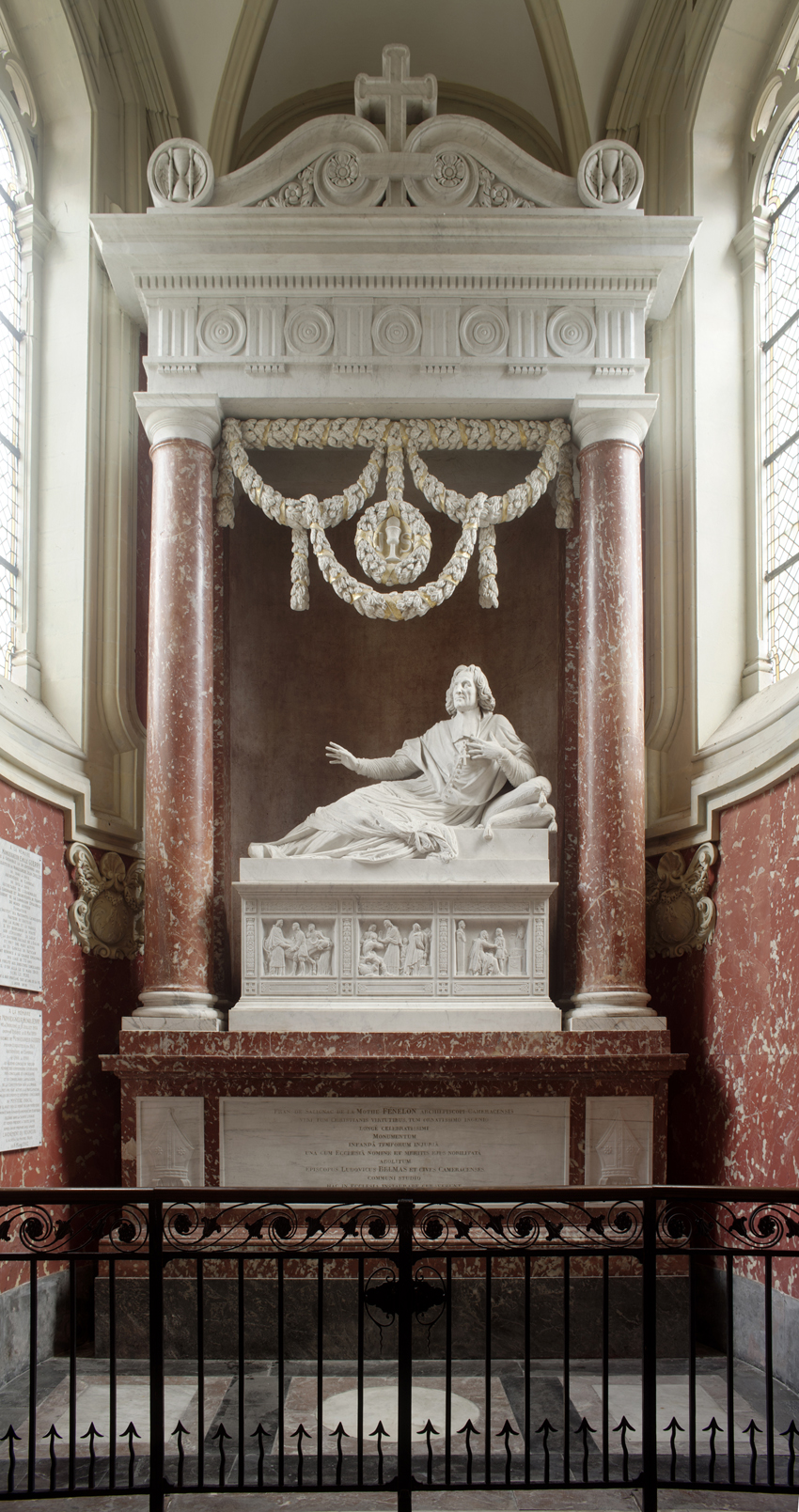
Grabmonument in der Kathedrale von Cambrai

Ab 1695 Erzbischof in Cambrai und ab 1697 dort exiliert, hatte Fénelon die schwere Aufgabe, sein Bistum durch die langen, das Land erschöpfenden Kriegszeiten zu führen. Der Spanische Erbfolgekrieg, der weite Teile des Landes verheerte, endete erst 1713. Mit zahlreichen Friedensschriften und Memoranden für seine einflussreichen Freunde bei Hof versuchte er, einen Friedensschluss zu befördern. Immer noch hoffte er, dass er mit dem Regierungsantritt seines von ihm geprägten ehemaligen prinzlichen Schülers der Politik des Landes eine andere, friedlichere und am Gemeinwohl orientierte Richtung geben könnte. Als der Duc de Bourgogne nach dem frühen Tod seines Vaters im Jahre 1711 der Thronfolger wurde, schien dieses Ziel in greifbare Nähe zu kommen, denn der König war alt und krank. Zusammen mit dem Duc de Chevreuse, einem weiteren einflussreichen Freund aus der Colbert-Familie, erarbeitete Fénelon bei Treffen auf Schloss Chaulnes bereits ein staatspolitisches Programm für den neuen Dauphin, die sogenannten Tables de Chaulnes. Die Hoffnungen zerschlugen sich, als auch der neue Dauphin am 18. Februar 1712 unerwartet starb. In fliegender Hast entwarf Fénelon daraufhin Vorschläge für die Regentschaft des neuen Dauphin, des erst zweijährigen Ducs d’Anjou, die dann teilweise umgesetzt wurden, etwa mit der Einrichtung eines Regentschaftsrates.
Als bischöflicher Landesvater galt seine Sorge vor allem den ihm Anbefohlenen in den schwierigen Kriegszeiten. Er öffnete seine Getreidespeicher und wandelte sein Palais und sein Priesterseminar in ein Lazarett um und sorgte für die Beherbergung der in die Stadt strömenden Flüchtlinge, als die Kämpfe immer näher rückten. Soweit ihm Zeit blieb, arbeitete er weiter an seinen theologisch-philosophischen Werken, die sich in seinen letzten Jahren vor allem gegen den Jansenismus richteten, eine in Frankreich sehr einflussreiche theologische Strömung, deren Gnadenlehre verurteilt worden war, die aber weiter höchst aktiv blieb. Fénelon plante ein großes Werk über Augustinus, um die jansenistische Auslegung seiner Schriften zu korrigieren. Er kam nicht mehr zur Fertigstellung dieses Werkes, fasste aber dessen Gedanken in einer „Pastoralinstruktion zum System des Jansenius (Instruction pastorale en forme de dialogues sur le système de Jansenius)“ zusammen, die selbst den Umfang eines Buches hat.
Fénelon starb am 7. Januar 1714 in seinem Palais in Cambrai und wurde in der alten Kathedrale von Cambrai bestattet. Nach deren Zerstörung in der Revolution kamen seine sterblichen Überreste in die neue Kathedrale von Cambrai, wo 1823/26 ein aufwendiges Grabmonument für ihn entstand.
Fénelons Télémaque war im Europa des 18. und des 19. Jahrhunderts ein vielgelesenes Jugendbuch und gilt als ein wichtiger Markstein der beginnenden Aufklärung. Für Goethe etwa war es eine prägende Jugendlektüre. Noch der junge Sartre muss es gelesen haben, denn in seinem Stück Les Mouches (Die Fliegen) legt er der Figur Jupiter eine Anspielung darauf in den Mund. Lange einflussreich waren Fénelons Ästhetik und seine Pädagogik.
Von bleibender Aktualität ist bis heute seine Theologie der Reinen Liebe, des „amour pur“, auf deren Bedeutung für die Auseinandersetzung mit dem Hedonismus Robert Spaemann mit seinen Studien über Fénelon hingewiesen hat.
Wilhelmine von Preußen, Markgräfin von Brandenburg-Bayreuth, schuf 1744–1748 mit dem Felsengarten in Sanspareil, am Rande eines nach ihm benannten Dorfes im Landkreis Kulmbach in Oberfranken, einen Landschaftspark, dessen natürliche und künstliche Kulissen in dem engen Raum eines Wäldchens die Schauplätze des Télémaque darstellen.
Fénelon verband erstmals die Begriffe Freiheit, Gleichheit, Brüderlichkeit.

## Übersetzungen
- Die Begebenheiten des Prinzen von Ithaca, Oder: Der seinen Vater Ulysses, suchende Telemach. Aus dem Französischen des Herrn von Fenelon, In Deutsche Verse gebracht Und Mit Mythologisch-Geographisch-Historisch- und Moralischen Anmerkungen erläutert von Benjamin Neukirch [...]. Onolzbach: Lüders 1727–39, 3 Bände (Digitalisierte Ausgabe der Universitäts- und Landesbibliothek Düsseldorf).
- Fenelon’s Werke religiösen Inhalts. Aus dem Französischen von Matthias Claudius, 3 Bände, Hamburg 1800, 1809, 1811.
- Die Abenteuer des Telemach. Stuttgart 1984.
- Fénelon. Geistliche Werke. Einleitung und Textauswahl von François Varillon, Düsseldorf 1961.
- Abhandlung über die reine Liebe. Die Kontroverse mit dem Bischof von Meaux über den Begriff der Caritas. Hrsg. von A. Kreuzer. Übersetzt von I. und A. Kreuzer, Freiburg/München 2017.

## Werke und Korrespondenz
- Oeuvres complètes. 10 Bände. Hrsg.: J. E. A. Gosselin, Paris 1851–1852 (online verfügbar über Gallica).
- Oeuvres. 2 Bände. Hrsg.: J. Le Brun, Paris 1983 und 1997.
- Correspondance. 18 Bände. Hrsg.: J. Orcibal, Paris 1972–2007.